# Rick Baker
Richard A. Baker (n. 8 decembrie 1950, Binghamton⁠(d), New York, SUA) este un actor american și creator de efecte speciale de machiaj. Este cel mai cunoscut pentru creația unor creaturi ca cele din Un vârcolac american la Londra, Octaman, King Kong, Cum a furat Grinch Crăciunul, Ed Wood, Uriașul Harry sau videoclipul Thriller al lui Michael Jackson. A primit Premiul Oscar pentru cel mai bun machiaj, premiul BAFTA și Premiul Saturn pentru cel mai bun machiaj pentru diverse filme.

## Filmografie
- Octaman (1971) (costumul lui Octaman; cu Doug Beswick)[4]
- The Thing with Two Heads (1972) (efecte speciale)
- Schlock (1973) (machior)
- The Exorcist (1973) (asistent de efecte speciale)
- It's Alive (1974) (machior)
- The Autobiography of Miss Jane Pittman (1974) (machior)
- King Kong (1976) (efecte de machiaj, actor)
- Track of the Moon Beast (1976) (machior)
- Squirm (1976) (designer de machiaj)
- The Incredible Melting Man (1977) (efecte speciale de machiaj)
- Star Wars (1977) (machior: al doilea artist)
- The Fury (1978) (efecte speciale de machiaj)
- An American Werewolf in London (1981) (efecte speciale de machiaj)
- The Howling (1981) (consultant efecte speciale de machiaj)
- The Funhouse (1981) (special makeup design)
- The Incredible Shrinking Woman (1981) (efecte de machiaj)
- Videodrome (1983) (efecte speciale de machiaj designer)
- Thriller (1983) (creator efecte speciale  de machiaj, design efecte speciale de machiaj)
- Greystoke: The Legend of Tarzan, Lord of the Apes (1984) (efecte speciale de machiaj)
- Starman (1984) (Starman transformation)
- Into the Night (1985) (actor)
- My Science Project (1985) (artist efecte speciale de machiaj)
- Captain EO (1986) (efecte speciale de machiaj)
- Ratboy (1986) (designer: Ratboy)
- Harry and the Hendersons (1987) (machior, creature designer: Harry)
- Beauty and the Beast (1987–89) (creature designer: Beast)
- Werewolf (1987–88) (artist efecte speciale de machiaj)
- Coming to America (1988) (efecte speciale de machiaj)
- Gorillas in the Mist (1988) (efecte speciale de machiaj, associate producer)
- Missing Link (1988) (efecte speciale de machiaj)
- Gremlins 2: The New Batch (1990) (efecte speciale supervisor, co-producer)
- The Rocketeer (1991) (makeup creator: Lothar)
- Wolf (1994) (efecte speciale de machiaj)
- Ed Wood (1994) (makeup creator: Bela Lugosi, designer de machiaj: Bela Lugosi)
- Batman Forever (1995) (designer special de machiaj/creator)
- The Nutty Professor (1996) (efecte speciale de machiaj)
- The Frighteners (1996) (machior special: The Judge)
- Escape from L.A. (1996) (efecte speciale de machiaj)
- Ghosts (1997) (artist efecte speciale de machiaj)
- Men in Black (1997) (efecte de machiaj ale extratereștrilor, efecte speciale de machiaj artist)
- Critical Care (1997) (efecte speciale de machiaj: Mr. Brooks)
- Mighty Joe Young (1998) (efecte speciale de machiaj)
- Psycho (1998) (creația cadavrului manechin al  Normei Bates)
- Life (1999) (efecte speciale de machiaj)
- Wild Wild West (1999) (efecte speciale de machiaj)
- Dr. Seuss' How the Grinch Stole Christmas (2000) (efecte speciale de machiaj)
- Nutty Professor II: The Klumps (2000) (efecte speciale de machiaj)
- Planet of the Apes (2001) (machior, efecte speciale de machiaj designer/creator)
- Men in Black II (2002) (alien efecte de machiaj, efecte speciale de machiaj artist)
- The Ring (2002) (artist efecte speciale de machiaj)
- The Haunted Mansion (2003) (artist efecte speciale de machiaj)
- Hellboy (2004) (efecte speciale director, efecte speciale de machiaj artist)
- The Ring Two (2005) (artist efecte speciale de machiaj)
- King Kong (2005) (actor)
- Cursed (2005) (efecte speciale de machiaj artist, efecte speciale de machiaj designer/creator)
- X-Men: The Last Stand (2006) (efecte speciale de machiaj consultant, consultant efecte speciale)
- Click (2006) (machior efecte de îmbătrânire, efecte speciale de machiaj artist)
- Enchanted (2007) (artist efecte speciale de machiaj)
- Norbit (2007) (artist efecte speciale de machiaj)
- Tropic Thunder (2008) (designer de machiaj: Mr. Downey Jr.)
- The Wolfman (2010) (efecte speciale de machiaj)
- Tron: Legacy (2010) (artist efecte speciale de machiaj)
- Men in Black 3 (2012) (alien efecte de machiaj, efecte speciale de machiaj artist)
- Maleficent (2014) (efecte speciale de machiaj - Maleficent)
- Rings (2017) (actor)